# Valentina Vargasová
Valentina Vargasová (* 31. prosince 1964 Santiago de Chile) je chilská herečka a zpěvačka. Umí španělsky, francouzsky i anglicky. V Santiagu studovala herectví a balet, od roku 1983 žila v Paříži a Los Angeles, v roce 1985 debutovala ve filmu Pierra Joliveta Strictement personnel. Jean-Jacques Annaud ji obsadil do role vesnické dívky obviněné z čarodějnictví ve filmu Jméno růže natočeném podle stejnojmenného románu Umberta Eca. Hrála ve filmu Luca Bessona Magická hlubina, řazeném do proudu cinéma du look, i v hollywoodském sci-fi hororu Hellraiser: Bloodline. Také se objevila v roli Émilie ve francouzské televizní minisérii Nebezpečné známosti. V roce 2013 vydala pěvecké album Bit of Sun.

## Filmografie
- 1985 Strictement personnel
- 1986 Jméno růže
- 1987 Fuegos
- 1988 Magická hlubina
- 1989 Street of No Return
- 1989 Dirty Games
- 1992 Die Tigerin
- 1993 El aliento del diablo
- 1994 Los Náufragos
- 1994 Dva barbaři
- 1996 Hellraiser: Pekelný jezdec
- 1999 Southern Cross
- 1999 Chili con carne
- 2002 L'Été de Chloé (TV film)
- 2002 Bloody Mallory
- 2006 Le Caprice des cigognes (TV film)
- 2008 All Inclusive
- 2009 Ilusiones ópticas
- 2011 Tváře v davu
- 2012 Noc naproti
- 2017 Johnny 100 Pesos: Capítulo Dos